# سيرغي لاجوتين
سيرغي لاجوتين (بالروسية: Лагутин, Сергей Сергеевич) مواليد 14 يناير 1981 في فرغانة، الجمهورية الأوزبكية السوفيتية الاشتراكية، هو دراج روسي. شارك في دورة الألعاب الأولمبية الصيفية.

## سجل النتائج

### المراكز
- حقق المركز الـ 10 في طواف بولندا 2010

## روابط خارجية
- سيرغي لاجوتين على موقع الاتحاد الدولي للدراجات (الإنجليزية)
- سيرغي لاجوتين على موقع أرشيف الدراجات (الإنجليزية)
- سيرغي لاجوتين على موقع إحصائيات الدراجات الإحترافية (الإنجليزية)
- سيرغي لاجوتين على موقع نسبة الدراجات (الإنجليزية)
- سيرغي لاجوتين على موقع CycleBase (الإنجليزية)
- سيرغي لاجوتين على موقع أوليمبيديا (الإنجليزية)